# Английские Камни
Английские Камни (англ. English Stones) — скалы, отделяющие русло реки Северн от её эстуария. Обнажаются во время отлива.
В 1925 г. через Английские Камни предполагалось проложить дамбу и добывать электрическую энергию, установив приливный генератор мощностью не менее 800 МВт. В 1931 г. русский инженер Павел Шишков, находившийся в эмиграции в Великобритании, испытал опытный образец такого рода машины мощностью в 300 л.с., и в 1933 г. правительственный комитет (Severn Barrage Committee) рекомендовал дамбу к постройке. События Второй мировой войны помешали реализации проекта. В 1996 г. через Английские Камни протянули Второй Севернский мост.  